# Le Theil-en-Auge
Le Theil-en-Auge település Franciaországban, Calvados megyében. Lakosainak száma 197 fő (2022. január 1.). Le Theil-en-Auge Fourneville, Genneville, Saint-Benoît-d’Hébertot és Saint-Gatien-des-Bois községekkel határos.

## Népesség
A település népességének változása:
| Lakosok száma | 128  | 92   | 124  | 160  | 178  | 183  | 186  | 192  | 193  | 197  |
|               | 1968 | 1982 | 1990 | 2006 | 2013 | 2015 | 2017 | 2019 | 2020 | 2022 |